# Бащата на един убиец
„Бащата на един убиец. Училищна история“ (на немски: Der Vater eines Mörders. Eine Schulgeschichte) е повест от германския писател Алфред Андерш (1914-1980), публикувана през 1980 г.
Малко преди смъртта си Алфред Андерш завършва повестта „Бащата на един убиец“. Роденият през 1914 г. писател живее до 1958 г. в родния си град Мюнхен, където е виден издател и редактор в различни радиоинституции на ФРГ.
След това обаче Андерш изоставя всички свои официални постове и се пресели в Швейцария, където заживява на свободна практика. Последната му белетристична творба (Андерш пише също стихове) предизвиква силен отзвук в литературния свят и бива преведена на много езици. С тази повест писателят се обръща към ранния период на своето развитие, който той разглежда през призмата на настъпилите социални и политически промени в Германия през седемдесетте години на XX век. Още в автобиографичната си книга „Черешите на свободата“ (1952) Андерш се занимава със събитията от своето детство, преживяно в края на Ваймарската република.

## Комунизъм и националсоциализъм
Още там той разказа за членуването си в комунистическата младежка организация, описва идването на власт на националсоциалистите в Германия, а също своя престой в концентрационен лагер и последвалото дълбоко влечение към литературата и естетиката. Подновеният интерес на Андерш към собствената биография се обяснява с промените, настъпили в историческите му възгледи, което се дължи до голяма степен на съвременните социални и културни конфликти във Федералната република.
В един разговор с Ханс Магнус Енценсбергер Андерш подчертава: „Литературната творба възниква от определен исторически опит и ще оказва въздействие върху опита на други поколения.“ Характера на нейното въздействие върху историческия процес Андерш извежда от историческата позиция на писателя, чиято главна задача той вижда в това „да работи за един свят на мира“. В програмната си статия „Хартия, обагряща се в червено“ (1970) Андерш пише:
„Аз съществувам в един свят, който живее от фикцията на войната. С това не искам да кажа, че този свят действително желае войната. Той обаче е изградил сложна идеологическа система, в която се приема като самопонятна предпоставка за всяко мислене, че срещу него ще бъде започната нападателна война от друг един свят. И тази система прониква до всички отрасли на живота.“

## Външен и вътрешен живот
„Бащата на един убиец“ е шестата творба, в която Алфред Андерш разказва за събития от собствената си биография, видени през погледа на героя му Франц Кин. В тази най-дълга повест на писателя действието се развива за най-кратко време – в един час по гръцки език в мюнхенската класическа гимназия. В обширен послеслов към книгата, предназначен за читателите, Андерш дава отговор на въпроса защо разказва откъс от автобиографията си чрез трето лице. Това не е направено от потребността да се запази известна дискретност, а напротив – посочва Андерш, – „тъкмо разказът в трето лице позволява на писателя да бъде максимално честен“. През погледа на своя герой, чийто житейски и творчески път се покрива с този на автора, Андерш успява да пресъздаде вътрешния му свят тъй убедително, както и обществените условия, при които той живее. За тази цел писателят си служи с обширни описания, вътрешен монолог и пространни диалогични пасажи.
Повестта е образец за диалектика между затворената форма и отворения ход на действието. Вратата на класната стая се отваря от невидима ръка (тази на разказвача) и с внезапно влезлия за инспекция директор останалият свят сякаш изчезва. Героят Франц Кин не знае, че директорът е баща на бъдещия масов убиец Химлер, но проблемът, който се поставя в напълно затворената форма на повестта, предизвиква болезнени асоциации с епохата на националсоциализма. А този проблем е: какви са последиците от механизма за подчинение, заложен в основата на буржоазните културни институции? И още: варварството, представено като окичена с титли и ордени хуманност, не е ли пряко свързано с откритото варварство на нацизма?
Директорът подлага Франц Кин на мъчителен изпит и с това слага край на престоя му в училището. Поетическата достоверност на творбата се основава върху баланса между дистанцирано отношение и страстна съпричастност от страна на автора. Така на места директорът буди симпатия, а в своята неприязън към него Кин дори застава на страната на младия Химлер, напуснал дома си заради хуманистичните брътвежи на баща си – но тази неприязън е на едно четиринайсетгодишно момче. Старият Химлер третира учениците си в пълно съответствие със законите на училищната и военната система – като безлични и безволеви създания, на които трябва да се придаде човешки облик според критериите на представляваното от него общество.
Обучението по класически езици се оказва едно от средствата за постигането на тази цел, той е истински инструмент за подтисничество. Франц Кин чувства особено силно – отначало гръцкият език служи за сплашване и унижение, а после става камшик, чрез който низвергват героя от кръга на призваните да постигнат по-високо образование. С помощта на езика се възпитава и възпитателят може да го използва, както си иска.
Но ето че позорно изгоненият от училището герой, завърнал се при болния си и безработен баща, израства като именит писател, без който немската литература от последните три десетилетия би загубила нещо от характерния си аромат.

## Изкуство и морал
Така в последната си творба, повестта „Бащата не един убиец“, Андерш набляга на взаимозависимостта между изкуство, живот и морал. Въпреки че героят му не се противопоставя открито на упражнявания върху него и съучениците му идеологически натиск, той все пак съумява да се отскубне с твърдението, че се стреми да задоволи литературните си интереси.
Чрез този мотив Алфред Андерш се свързва с традициите на хуманистичната литература в лицето на Херман Хесе и Хайнрих Ман. В произведенията на тези писатели копнежите и мечтите на младите герои създават онази бариера, която осуетява намеренията на властниците.
В последна сметка Андерш не произнася присъда, той предпочита да предостави на читателя ролята на съдник, като го подтиква да заеме свое собствено критично становище. По този начин се създава интензивна връзка между историческата ситуация на разказаната случка и действителността на читателя.